# Palo del barbiere

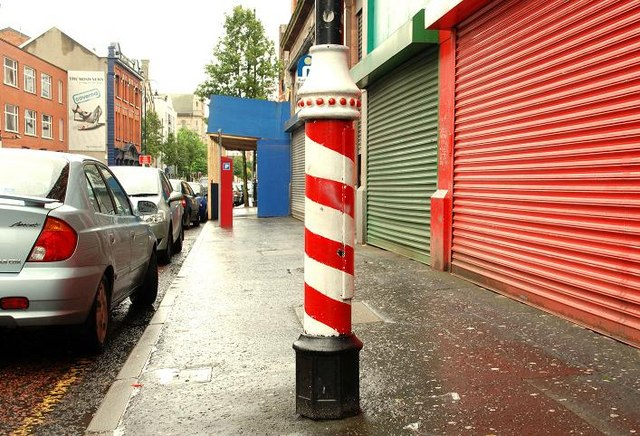
Palo del barbiere a Belfast. Questa è la versione immobile da terra a colorazione europea.

Versione motorizzata con colorazione statunitense

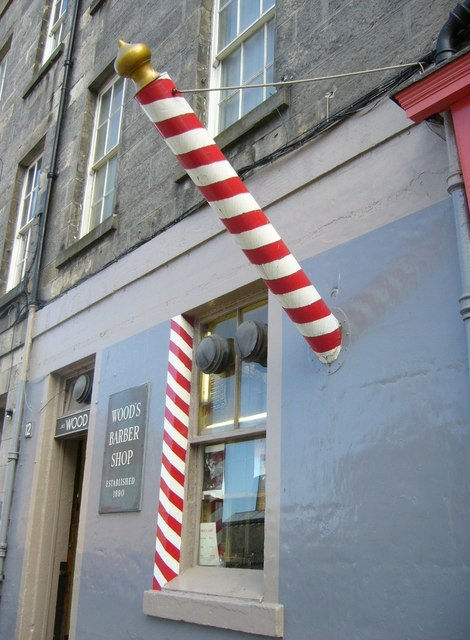
Palo nella forma simile all'originale

Il palo del barbiere è un’insegna antichissima, che distingue questa attività sin dal Medioevo. Si tratta di un’asta più o meno lunga, con un pomo di bronzo all’estremità, e una spirale di strisce bianche e rosse che ne percorre la lunghezza (nella versione americana, compare anche il colore blu). 

## Storia
Nel medioevo i barbieri assunsero, oltre al taglio della barba e dei capelli, anche un'altra funzione: nelle loro botteghe venivano svolti anche servizi quali l'incisione di ascessi, la ricomposizione delle fratture, l'estrazione di denti marci e la rimozione di pidocchi, pulci e zecche. Questo perché fra il 1123, anno del primo Concilio Lateranense, e il 1215, anno del quarto Concilio Lateranense, ai sacerdoti cattolici e ai diaconi venne proibito di praticare la medicina a discapito della loro funzione ecclesiastica (fino ad allora, infatti erano proprio i religiosi che, edotti di anatomia, curavano i malati e spesso eseguivano piccole operazioni) lasciando i barbieri ad occupare la "nicchia" di lavoro.
Il servizio più importante era tuttavia il salasso, pratica medica allora molto usata.
I chirurghi veri e propri ritenevano l'arte del salasso una pratica minore, ben al di sotto del loro status, e spedivano dal barbiere (indicato in tale contesto anche come flebotomo) tutti i pazienti a loro parere curabili con un semplice prelievo di sangue.
Allo scopo di pubblicizzare la propria attività, nella Londra medievale, ogni bottega esponeva alla finestra dei grandi boccali ripieni del sangue dei clienti così da attirare l'attenzione dei passanti.
Nel 1307, sempre a Londra, venne emanata una legge che ordinava: "nessun barbiere sarà così temerario o ardito da mettere sangue nelle finestre" ponendo così fine a questa pratica poco igienica e probabilmente poco gradevole alla vista. La stessa legge imponeva ai barbieri di disfarsi dei liquidi corporali portandoli fino al Tamigi, e lanciandoli nel fiume.
La gilda dei barbieri iniziò a usare il palo a strisce come simbolo meno cruento che pubblicizzasse i servizi offerti. L'asta rimandava al palo che veniva dato da stringere al paziente durante il salasso, in modo che il braccio restasse orizzontale e le vene risultassero ben visibili a causa dello sforzo. Il pomo in bronzo all'estremità aveva la forma del vaso in cui il sangue si raccoglieva. Inizialmente le strisce rosse erano semplicemente le garze insanguinate avvolte intorno al palo e fatte asciugare al sole.

## Tipologie
Oggigiorno l'uso di questo tipo di insegna è molto ridotto, limitato solitamente a quelle attività che vogliono mantenere uno stile tradizionale. I tipi principali sono tuttavia tre: quello sottile ed inclinato sopra la porta simile all'asta di una bandiera (la forma originale), quello più spesso e verticale (che può essere attaccato alla parete o a terra), e quello motorizzato rotante (sia da parete che da pavimento) con l'effetto che dà il nome alla nota illusione ottica, di varie fogge con nomi diversi (Paidar, Koch...).
Nel mondo anglosassone l'uso è più diffuso. Soprattutto negli Stati Uniti è più frequente l'esposizione di tale insegna, il palo ha però una striscia rossa e una blu. Alcuni riportano che tale colorazione stia ad indicare il sangue arterioso (rosso) e il sangue venoso (blu), ma è più probabilmente legato al colore della bandiera americana.